# Cinavia
Cinavia (auch Verance Copy Management System for Audiovisual Content, kurz VCMS/AV) ist ein Kopierschutz, die von der Firma Verance entwickelt wurde und seit 2009 Bestandteil des DRM-Systems AACS ist, das bei bespielbaren und vorbespielten optischen Medien Verwendung findet.
Cinavia beruht auf einem analogen Wasserzeichen, welches in die Audiospur der Videodatei gemischt wird. Hierbei gibt es zwei Varianten. Die erste Variante soll die Wiedergabe von bei einer Kinoaufführung aufgezeichneten und auf eine Blu-ray Disc (BD) gebrannten Filmen unterbinden. In diesem Fall enthält das Wasserzeichen die Information, dass ein Film nur für eine Kinovorstellung vorgesehen ist. Wird ein solcher Film auf einem privaten BD-Player wiedergegeben, erkennt das Kopierschutzsystem einen Fehler. Nach zehn Minuten werden der Ton oder das komplette Bild abgeschaltet. Die zweite Variante des Wasserzeichens dient der Erkennung von unrechtmäßigen Kopien einer BD selbst. Bei der Erstellung einer unrechtmäßigen Kopie einer BD wird der AACS-Kopierschutz entfernt, während das Wasserzeichen erhalten bleibt. Wird eine solche Kopie wieder auf eine BD gebrannt und anschließend abgespielt, prüft der BD-Player während der Medienwiedergabe bei Erkennen des Wasserzeichens, ob die abgespielte Disc gültige AACS-Schlüssel enthält. Handelt es sich trotz Vorhandensein des Wasserzeichens um eine ungeschützte Disc, kann sie nicht original sein und es folgt wiederum eine Abschaltung von Bild oder Ton nach zehn Minuten.
Alle aktuellen BD-Player müssen seit 1. Februar 2012 das Wasserzeichen entsprechend den AACS-Vertragsbedingungen erkennen können. Alte Geräte und Wiedergabesoftware sind noch nicht von diesem Kopierschutz betroffen. Das Wasserzeichen selbst ist sehr robust und bleibt auch nach einer Transkodierung erkennbar.